# Liophis torrenicolus
Liophis torrenicolus este o specie de șerpi din genul Liophis, familia Colubridae, descrisă de Donnelly și Myers 1991. Conform Catalogue of Life specia Liophis torrenicolus nu are subspecii cunoscute.